# Jörg Erb
Jörg Erb (* 20. Oktober 1899 in Kürzell bei Lahr; † 12. Mai 1975 in Freiburg im Breisgau) war ein deutscher Religionspädagoge und christlicher Autor. Seine Kinder- und Schulbibel Schild des Glaubens. Geschichten der Bibel Alten und Neuen Testaments bestimmte nach dem Zweiten Weltkrieg eine Schülergeneration sowohl im kirchlichen Religionsunterricht an den öffentlichen Schulen in der Bundesrepublik Deutschland als auch in der Christenlehre in der Deutschen Demokratischen Republik.

## Leben
1924 nach der durch den Ersten Weltkrieg zeitweise unterbrochenen Ausbildung zum Volksschullehrer heiratete Erb Frieda Pfander, mit welcher er drei Kinder hatte. Der älteste Sohn fiel als Wehrmachtssoldat im Zweiten Weltkrieg. Die Tochter trat der Evangelischen Marienschwesternschaft Darmstadt bei.
Theologisch und kirchlich wurde Erb vor allem von Wilhelm Stählin geprägt, der ihn auch in die Evangelische Michaelsbruderschaft der Berneuchener Bewegung einführte. Erb trat der Bruderschaft 1931 bei und gehörte ihr zeitlebens an. Am 1. März 1933 trat Erb in die NSDAP ein; 1935 war er nach eigenen Angaben Leiter einer Arbeitsgemeinschaft im Nationalsozialistischen Lehrerbund, als Ortskulturwart für die Pressearbeit zuständig und Luftschutz-Untergruppenführer.
Beruflich war Jörg Erb als Grund- und Hauptschullehrer tätig, unterbrochen vom Kriegsdienst 1939–1941 und 1944–1945. In einem Entnazifizierungsverfahren wurde Erb 1949 als „Mitläufer ohne Sühnemaßnahmen“ eingestuft. Von 1946 bis 1956 war Erb Schulleiter in Mundingen (Emmendingen), seitdem bis zu seiner Pensionierung Oberlehrer in Hinterzarten.

## Werk
Vorbild der Erzählkunst, die biblische Figuren, Personen der Kirchengeschichte und Sagengestalten erschloss, war für Jörg Erb zeitlebens Johann Peter Hebel.
Die Kinder- und Schulbibel Schild des Glaubens ist Erbs bekanntestes Werk; die Illustrationen (zum Ausmalen einladende Umrisszeichnungen „im Stil der nationalen Romantik“) schuf Paula Jordan. In der Erstauflage 1941 war, wie in Kinderbibeln üblich, der jüdische Hintergrund der Jesusgeschichte getilgt (Bethaus statt Synagoge, Osterfest statt Pessach usw). Es gab sprachliche Anklänge an den NS-Jargon (die Erb 1949 tilgte), doch fehlte das Alte Testament in Erbs Auswahlbibel nicht, und das Judentum wurde auch nicht negativ als Gesetzesreligion dargestellt.
Ebenfalls weit verbreitet ist Erbs mehrbändiges Werk Die Wolke der Zeugen, eine Sammlung von Biografien bedeutender christlicher Persönlichkeiten, die laut Alexander Völker das „authentische Begleitwerk“ zum Evangelischen Namenkalender darstellt und die er so charakterisiert: „Eine eigenwillige Sprache mit bemerkenswert altertümelnden Wortwendungen, zuweilen recht ungewohntem Satzbau …, eine Darstellung voller Bilder, aber auch mit Klischees einer wirklich vergangenen Zeit; einmal ganz streng hieratisch geformt, dann wieder ‚altdeutsch‘-betulich oder rührend naiv anmutend – und das Ganze durchweg in einem hochgestimmten Ton als handele es sich tatsächlich um die Stimme der erzählenden, Gott über alles preisenden Mutter Kirche.“ Im Stundengebet des Berneuchener Hauses Kloster Kirchberg ist es üblich, mittags die Vita des im Namenkalender für den betreffenden Tag aufgeführten Glaubenszeugen vorzulesen, üblicherweise aus Erbs Wolke der Zeugen.
Sing-, Jugend- und Liturgische Bewegung gaben Erbs Schaffen die zentralen Anregungen und formten seinen evangelischen Glauben. Im Evangelischen Gesangbuch (Regionalteil Rheinland – Westfalen – Lippe Nr. 668) findet sich das Lied „Geht der Tag ganz leis zu Ende“ abgedruckt, zu dem Erb die Strophen 2 und 3 geschrieben hat.

## Kritik
Jörg Erb wird vorgeworfen, in Zusammenarbeit mit der Illustratorin Paula Jordan in der 1941 erstmals erschienenen, 1949 und 1967/1968 überarbeiteten, bis 1993 immer wieder aufgelegten Kinder- und Schulbibel Schild des Glaubens das Bild eines arisierten Jesus und seiner Jünger in der deutschen Nachkriegsgesellschaft weitergeführt zu haben.

## Werke
- Das Tischgebet, Kassel 1928
- Die Himmelstür. Deutsche Kindergebete aus fünf Jahrhunderten, Kassel 1930
- Der Kirchweg. Von frommer Sitte in Haus und Gemeinde, München 1935
- Unser Heiland. Sein Leben, erzählt nach den vier Evangelien, Kassel 1935
- Blumenlegenden. Aus alten Quellen geschöpft und neu erzählt. Mit Bildern von Paula Jordan, Kassel 1939
- Schild des Glaubens. Geschichten der Bibel Alten und Neuen Testaments. Mit Bildern von Paula Jordan, Kassel 1941
- Tierlegenden. Aus alten Quellen geschöpft und neu erzählt. Mit Bildern von Paula Jordan, Kassel 1949
- In Gottes Händen. Hugo Specht zum Gedächtnis, Karlsruhe 1951
- Die Wolke der Zeugen. Lesebuch zu einem evangelischen Namenkalender, Bde. I–IV, Kassel 1951–1963
- Gottes Lob. Geistliche Kinderlieder, Kassel 1952
- Der Mutterborn. Deutsche Sagen, Kassel 1953
- Der gute Hirte. Eine Einübung in den christlichen Glauben und in das christliche Leben. Mit Bildern von Christian Rietschel, Kassel 1958
- Geduld und Glaube der Heiligen. Die Gestalten des Evangelischen Namenkalenders, Kassel 1965
- Ich bleibe dabei. Geschichten aus dem Leben, Lahr 1966
- Es reut mich nicht. Geschichten aus dem Leben, Lahr 1968
- Dennoch bleibe ich an dir. Ein Krankengruß, Lahr 1978